# Coupe de Serbie de basket-ball
La Coupe de Serbie de basket-ball (en serbe : Куп Радивоја Кораћа, Kup Radivoja Koraća), également connue sous le nom de Coupe Radivoj Korać, en l'honneur du joueur de basket-ball Radivoj Korać, est une compétition de basket-ball organisée annuellement par la Fédération de Serbie de basket-ball.

## Historique
Cette compétition a été appelée Coupe de Serbie-et-Monténégro de 2002-2003 à 2005-2006, jusqu'à l'indépendance du Monténégro en juin 2006. Elle est dénommée Coupe de Serbie depuis la saison 2006-2007.

## Palmarès
| Date                          | Saison                        | Vainqueur                     | Résultat                      | Finaliste                     | Hôte                             |
| Coupe de Serbie-et-Monténégro | Coupe de Serbie-et-Monténégro | Coupe de Serbie-et-Monténégro | Coupe de Serbie-et-Monténégro | Coupe de Serbie-et-Monténégro | Coupe de Serbie-et-Monténégro    |
| ----------------------------- | ----------------------------- | ----------------------------- | ----------------------------- | ----------------------------- | -------------------------------- |
| 24–27 avril 2003              | 2002–2003                     | KK Železnik                   | 88–67                         | KK Hemofarm                   | Sportski centar Čair, Niš        |
| 25–28 décembre 2003           | 2003–2004                     | Étoile rouge de Belgrade      | 91–89 (a.p.)                  | KK Železnik                   | Centre sportif SPENS, Novi Sad   |
| 17–20 février 2005            | 2004–2005                     | KK Železnik                   | 88–84                         | KK Partizan Belgrade          | Centar Milenijum, Vršac          |
| 16–19 février 2006            | 2005–2006                     | Étoile rouge de Belgrade      | 80–65                         | KK Hemofarm                   | Hala Pionir, Belgrade            |
| Coupe de Serbie               |                               |                               |                               |                               |                                  |
| 8–11 février 2007             | 2006–2007                     | KK Železnik                   | 73–61                         | KK Partizan Belgrade          | Sportska Hala Jezero, Kragujevac |
| 7–10 février 2008             | 2007–2008                     | KK Partizan Belgrade          | 73–64                         | KK Hemofarm                   | Sportski centar Čair, Niš        |
| 18–21 février 2009            | 2008–2009                     | KK Partizan Belgrade          | 80–65                         | Étoile rouge de Belgrade      | Sportski centar Čair, Niš        |
| 18–21 février 2010            | 2009–2010                     | KK Partizan Belgrade          | 72–62                         | KK Železnik                   | Sportski centar Čair, Niš        |
| 9–12 février 2011             | 2010–2011                     | KK Partizan Belgrade          | 77–73                         | KK Železnik                   | Dvorana Železnik, Belgrade       |
| 16–19 février 2012            | 2011–2012                     | KK Partizan Belgrade          | 64–51                         | Étoile rouge de Belgrade      | Sportski centar Čair, Niš        |
| 7–10 février 2013             | 2012–2013                     | Étoile rouge de Belgrade      | 78–69                         | KK Partizan Belgrade          | Sportska Hala Jezero, Kragujevac |
| 6–9 février 2014              | 2013-2014                     | Étoile rouge de Belgrade      | 81–80                         | KK Mega Vizura                | Hala Pionir, Belgrade            |
| 19–22 février 2015            | 2014-2015                     | Étoile rouge de Belgrade      | 80–74                         | KK Mega Leks                  | Sportski centar Čair, Niš        |
| 18–21 février 2016            | 2015-2016                     | KK Mega Leks                  | 85–80                         | Partizan Belgrade             | Sportski centar Čair, Niš        |
| 16–19 février 2017            | 2016-2017                     | Étoile rouge de Belgrade      | 74–64                         | Partizan Belgrade             | Sportski centar Čair, Niš        |
| 18 février 2018               | 2017-2018                     | Partizan Belgrade             | 81–75                         | Étoile rouge de Belgrade      | Sportski centar Čair, Niš        |
| 17 février 2019               | 2018-2019                     | Partizan Belgrade             | 76–74                         | Étoile rouge de Belgrade      | Sportski centar Čair, Niš        |
| 16 février 2020               | 2019-2020                     | Partizan Belgrade             | 84–85                         | Étoile rouge de Belgrade      | Sportski centar Čair, Niš        |
| 14 février 2021               | 2020-2021                     | Étoile rouge de Belgrade      | 73–60                         | KK Mega Basket                | Centre sportif SPENS, Novi Sad   |
| 17-20 février 2022            | 2021-2022                     | Étoile rouge de Belgrade      | 85–68                         | Partizan Belgrade             | Sportski centar Čair, Niš        |
| 15-18 février 2023            | 2022-2023                     | Étoile rouge de Belgrade      | 96–79                         | KK Mega Basket                | Sportski centar Čair, Niš        |
| 14-17 février 2024            | 2023-2024                     | Étoile rouge de Belgrade      | 85–79                         | KK Partizan Belgrade          | Sportski centar Čair, Niš        |
| 12-15 février 2025            | 2024-2025                     | Étoile rouge de Belgrade      | 89–83 (a.p.)                  | KK Partizan Belgrade          | Sportski centar Čair, Niš        |

## Bilan par club
| Club                     | Titres | Finales | Années                                                           | Années                                         |
| Club                     | Titres | Finales | Titres                                                           | Finales                                        |
| ------------------------ | ------ | ------- | ---------------------------------------------------------------- | ---------------------------------------------- |
| Étoile rouge de Belgrade | 11     | 5       | 2004, 2006, 2013, 2014, 2015, 2017, 2021, 2022, 2023, 2024, 2025 | 2009, 2012, 2018, 2019, 2020                   |
| KK Partizan Belgrade     | 8      | 8       | 2008, 2009, 2010, 2011, 2012, 2018, 2019, 2020                   | 2005, 2007, 2013, 2016, 2017, 2022, 2024, 2025 |
| KK Železnik              | 3      | 3       | 2003, 2005, 2007                                                 | 2004, 2010, 2011                               |
| KK Mega Leks             | 1      | 4       | 2016                                                             | 2014, 2015, 2021, 2023                         |
| KK Hemofarm              | 0      | 3       | –                                                                | 2003, 2006, 2008                               |

## Récompenses individuelles
| Saison    | Joueur                     | Club                     |
| --------- | -------------------------- | ------------------------ |
| 2002-2003 | Reggie Freeman             | KK Železnik              |
| 2003-2004 | Goran Jeretin              | Étoile rouge de Belgrade |
| 2004-2005 | Bojan Popović              | KK Železnik              |
| 2005-2006 | Goran Jeretin (2)          | Étoile rouge de Belgrade |
| 2006-2007 | Dragan Labović             | KK Železnik              |
| 2007-2008 | Milenko Tepić              | KK Partizan Belgrade     |
| 2008-2009 | Novica Veličković          | KK Partizan Belgrade     |
| 2009-2010 | Aleks Marić                | Partizan                 |
| 2010-2011 | James Gist                 | KK Partizan Belgrade     |
| 2011-2012 | Danilo Anđušić             | KK Partizan Belgrade     |
| 2012-2013 | DeMarcus Nelson            | Étoile rouge de Belgrade |
| 2013-2014 | Vasilije Micić             | KK Mega Vizura           |
| 2014-2015 | Luka Mitrović              | Étoile rouge de Belgrade |
| 2015-2016 | Nikola Ivanović            | KK Mega Leks             |
| 2016-2017 | Marko Gudurić              | Étoile rouge de Belgrade |
| 2017-2018 | Nigel Williams-Goss        | KK Partizan Belgrade     |
| 2018-2019 | Alex Renfroe               | KK Partizan Belgrade     |
| 2019-2020 | Ognjen Jaramaz             | KK Partizan Belgrade     |
| 2020-2021 | Marko Jagodić-Kuridža (en) | Étoile rouge de Belgrade |
| 2021-2022 | Nate Wolters               | Étoile rouge de Belgrade |
| 2022-2023 | Ognjen Dobrić              | Étoile rouge de Belgrade |
| 2023-2024 | Miloš Teodosić             | Étoile rouge de Belgrade |
| 2024-2025 | Filip Petrušev             | Étoile rouge de Belgrade |

| Saison    | Joueur              | Club                     |
| --------- | ------------------- | ------------------------ |
| 2002-2003 | N/A                 | N/A                      |
| 2003-2004 | N/A                 | N/A                      |
| 2004-2005 | N/A                 | N/A                      |
| 2005-2006 | N/A                 | N/A                      |
| 2006-2007 | N/A                 | N/A                      |
| 2007-2008 | N/A                 | N/A                      |
| 2008-2009 | N/A                 | N/A                      |
| 2009-2010 | Miroslav Raduljica  | KK Železnik              |
| 2010-2011 | Curtis Jerrells     | KK Partizan Belgrade     |
| 2011-2012 | Mile Ilić           | Étoile rouge de Belgrade |
| 2012-2013 | Michael Scott (en)  | Étoile rouge de Belgrade |
| 2013-2014 | Raško Katić         | Étoile rouge de Belgrade |
| 2014-2015 | Luka Mitrović       | Étoile rouge de Belgrade |
| 2015-2016 | Nikola Ivanović     | KK Mega Leks             |
| 2016-2017 | Marko Simonović     | Étoile rouge de Belgrade |
| 2017-2018 | Nigel Williams-Goss | KK Partizan Belgrade     |
| 2018-2019 | Jock Landale        | KK Partizan Belgrade     |
| 2019-2020 | Marcus Paige        | KK Partizan Belgrade     |
| 2020-2021 | Filip Petrušev      | KK Mega Basket           |
| 2021-2022 | Mathias Lessort     | KK Partizan Belgrade     |